# Здание театра юных зрителей имени А. А. Брянцева
Здание театра юных зрителей имени А. А. Брянцева — памятник архитектуры. Расположен в Адмиралтейском районе Санкт-Петербурга, современный адрес дома — Пионерская площадь, 1 литеры А, Б.
Первый проект здания был создан ещё в 1931 году А. И. Гегелло и Д. Л. Кричевским под руководством А. А. Брянцева, зал был рассчитан на 1500 мест, здание было почти сплошь остекленено и завершалось стеклянным цилиндром, но проект не был реализован после публикации в журнале «Рабочий и театр» обвинений ТЮЗа в «уходе от действительности», который выражается в «подлинной классовой физиономии театра, объективно враждебной пролетариату и его делу». В 1952—1953 годах прошёл конкурс, на который были представлены «предельно пышные и архаичные», согласно Игорю Явейну, проекты.
Здание с залом на 1000 мест построено специально для театра Брянцева коллективом специалистов (архитекторы Т. П. Короткова, Н. Н. Федорова, М. А. Вильнер (М. З. Вильнер), инженер Л. З. Бабурина (Л. Н. Бубарина)) под руководством архитектора Александра Жука, закладка состоялась 19 июня 1957 года, строительство завершилось в мае 1962 года. Оно стоит в глубине площади, созданной на месте разобранных казарм Семёновского полка, ипподрома и Семёновского плац-парада; за основным зданием расположен подсобный дугообразный флигель. Главный фасад обращён к Загородному проспекту, между ними сделана двухсотметровая эспланада, в её начале со стороны проспекта установлен памятник А. С. Грибоедову.
Градостроительная роль здания ТЮЗа чрезвычайно важна, поскольку оно замыкает перспективу Гороховой улицы (средний луч так называемого Невского трезубца) и перекликается со зданием Адмиралтейства (в том числе портиком; строительство здания для этого диалога потребовалось сместить с центра площади). С другой стороны, строительство здания сделало ранее намеченное продолжение «среднего луча трезубца» невозможным, а само здание «слишком маленькое, чтобы держать пространство».
Архитектурное решение здания сочетает в себе черты сталинского неоклассицизма и модернистской архитектуры 1960-х — 1970-х годов. Главный фасад представляет собой переосмысление классического колонного портика, в то время как остеклённые боковые части и ряд элементов интерьера свидетельствуют о влиянии модернизма.
Здание облицовано охристым известняком, оно стоит на высоком стилобате, его лоджию образуют заключённые в широкое обрамление столбы-пилоны. К лоджии ведёт лестница, оформленные двумя скульптурными группами «Юность» («Юноши» и «Девушки») (А. М. Игнатьев, Л. М. Холина), созданными из того же известняка, которым облицовано здание. Два боковых пандуса, по которым в театр вносят декорации, ведут к кованым воротам, украшенным изображениями героев детских сказок.
Изначально предполагался более сложный облик здания (фриз с буквами вместо орнамента, колонны в плоскости фасада, условный карниз), но он был упрощён в рамках «борьбы с излишествами»; согласно городской легенде, здание символизирует гусеничный трактор с колоннами в роли радиаторной решётки (здание рассчитано только на фронтальный обзор, боковые фасады менее удачны).
В проекте специального здания театра для детей, не имевшего аналогов, были учтены особенности аудитории. В первую очередь это касается реализации идеи сближения зрителя и действия: для этого А. А. Брянцев и И. Е. Мальцев (И. Е. Мальцын) разработали устройство сцены с сильно выступающим в зал просцениумом, который окружают зрительские места. Сцена неглубокая (13 метров), с барабанным кругом с тремя подъёмно-спусковыми площадками, частично выступающими за портал. На авансцену выведен противопожарный занавес, портал в оформлении сцены особой роли не играет. Стены зала для нужной акустики были покрыты перфорированными пластмассовыми панелями со звукопоглощающей стекловатой. Стены светло-зелёные, сиденья зелёно-голубые, в оформлении зала также использовано дерево. К чертам, спроектированным с учётом аудитории, относится синтез архитектуры и живописи, использование зелени и большое количество света. Сидячие места в зале были сделаны без подлокотников, чтобы дети могли свободно группироваться. Прообразом зрительного зала Брянцев взял Дворец Культуры имени А. М. Горького с залом в виде секторального амфитеатра.
После лоджии главного входа, украшенного яркими майоликовыми панно работы А. А. Мыльникова и А. Л. Королёва (в том числе сделанной для преодоления пластической сухости: главный фасад выходит на северо-запад, туда, где нет солнца), зрители попадают в вестибюль, окрашенный в светло-жёлтый цвет, сочетающийся с цветом здания, по сторонам вестибюля расположены помещения для касс и педагогов. От вестибюля в нижнее фойе (окрашенное насыщенными красными, чёрными, серыми и зелёными тонами) с гардеробом во всю стену напротив входа ведёт широкая лестница; дугообразная форма помещения подчёркнута столбами-опорами. Из нижнего фойе пути ведут в разные уровни зрительного зала, в амфитеатр или через верхнее фойе, в котором сделаны обрамляющие зрительный зал зимние сады с тропическими растениями и с террасным построением. У верхнего фойе пол сделан золотисто-охристым, стены окрашены в тёплые тона с росписью на темы «игры и занятия юных» авторства А. А. Мыльникова, А. Л. Королёва, А. К. Соколова в холодных оттенках. В интерьерах использовано крупноразмерное зеркальное стекло в герметических металлических переплётах, древесные плиты, пластические материалы, пудосткий камень, кирпич, карабчеевский известняк.
Актёрские помещения и выходы на сцену находятся около зала, у театра несколько репетиционных залов, в торце театра расположены служебные помещения, а в дугообразном корпусе — склады объёмных декораций и реквизита, а также прочие хозяйственные помещения.